# Marsh Harbour
Marsh Harbour – miasto na Bahamach; liczy 5613 mieszkańców (2008), na wyspie Wielkie Abaco, piąte co do wielkości miasto kraju.